# Wise Man’s Grandchild
Wise Man’s Grandchild (japanisch 賢者の孫 Kenja no Mago) ist eine 2015 als Webroman gestartete Romanreihe des Autors Tsuyoshi Yoshioka, die dem Genre Isekai einzuordnen ist. Die Web-Novel wird seit Juli 2015 als Light-Novel-Reihe umgesetzt und erhielt zudem eine Adaption als Manga, die Anfang 2016 in Japan startete. Im Jahr 2019 lief eine zwölf Episoden umfassende Anime-Fernsehserie im japanischen Fernsehen.
Der Roman erzählt die Geschichte eines jungen namenlosen Geschäftsmannes, welcher nach dessen Tod in einer anderen Welt wiedergeboren und von einem Helden großgezogen wird.

## Handlung
Ein junger namenloser Geschäftsmann wird nach seinem Tod in einer anderen Welt wiedergeboren. Der Held Merlin Wolford tauft ihn auf den Namen Shin und erzieht ihn ebenfalls zu einem Helden. So erlernt Shin bereits in jungen Jahren durch den Unterricht Wolfords übermenschliche Kräfte, wohingegen Unterricht in Sachen gesunder Menschenverstand zu kurz gekommen ist.
Als Shin 15 Jahre alt ist, wird er auf Rat des Königs von Earlshide an einer Magie-Akademie eingeschrieben. Dies ist einer Abmachung zwischen Merlin und dem König geschuldet: Dieser besagt, dass Shin nicht für die politische Kriegsführung missbraucht wird. In der Hauptstadt des Königreiches angekommen, rettet er zwei Mädchen vor Räubern, schreibt sich an der Magie-Akademie ein und gründet dort einen Schulclub.

## Medien

### Webroman und Light Novel
Tsuyoshi Yoshioka startete Wise Man’s Grandchild im Jahr 2015 als Webroman auf der Plattform Shōsetsuka ni Narō, wo dieser nach wie vor fortgeführt wird. Noch im Jahr 2015 sicherte sich der japanische Verlag Enterbrain die Rechte an dem Werk und veröffentlichen den Roman in gedruckter Form. Von Juli 2015 bis November 2022 erschienen insgesamt 17 Bände der Romanreihe.

### Manga
Im März 2016 startete Yoshioka eine Manga-Umsetzung basierend auf die Romanreihe. Die Zeichnungen stammen aus der Feder von Shunsuke Ogata. Der Manga erscheint im Magazin Young Ace Up des Verlages Kadokawa Shoten. Bisher wurden 27 Bände in Japan veröffentlicht (Stand August 2025). Tokyopop sicherte sich die Rechte an einer deutschsprachigen Übersetzung des Mangas, dessen Veröffentlichung im Februar des Jahres 2021 startete und bisher 18 Bände umfasst (Stand: Mai 2025).

### Anime-Fernsehserie
Im September des Jahres 2017 wurde die Produktion eines Anime-Projektes basierend auf die Roman- und Mangavorlage angekündigt, ohne jedoch dessen Format zu nennen. Der Anime, welcher später als Fernsehserie bestätigt wurde, entstand unter der Regie von Masafumi Tamura im Studio Silver Link. Das Drehbuch wurde basierend auf den Roman von Tatsuya Takahashi geschrieben, die Musik in der Serie wurde von Kow Otani komponiert, während sich Yuki Sawairi für das Charakterdesign verantwortlich zeigte.
De japanische Idol-Gruppe i☆Ris singt mit Ultimate☆Magic das Lied im Vorspann während Nanami Yoshi den Abspanntitel Attoteki Vivid Days interpretiert. Die Anime-Fernsehserie wurde zwischen dem 10. April 2019 und dem 26. Juni gleichen Jahres unter anderem auf AT-X, ABC, Tokyo MX und BS11 im japanischen Fernsehen gezeigt.
Funimation sicherte sich die Lizenz für eine Ausstrahlung im englischen Raum und produzierte eine englisch synchronisierte Fassung der Serie. Im deutschsprachigen Raum wurde der Anime bei Wakanim und Anime on Demand in Originalsprache mit deutschen Untertiteln im Simulcast gezeigt. Kazé Anime kündigte im August 2020 an, die Serie auf Blu-ray-Disc und DVD zu veröffentlichen.
| Figur                 | Japanischer Sprecher | Deutscher Sprecher |
| --------------------- | -------------------- | ------------------ |
| Shin Wolford          | Yūsuke Kobayashi     | Florian Marissal   |
| August von Earlshide  | Shōhei Komatsu       | Flemming Stein     |
| Sizilien von Klode    | Rina Hon’izumi       | Malin Steffen      |
| Maria von Messina     | Yūki Wakai           | Nina Witt          |
| Merlin Wolford        | Yūsaku Yara          | Tim Grobe          |
| Diseum von Earlshide  | Mitsuaki Hoshino     | Joshy Peters       |
| Melida Bowen          | Gara Takashima       | Mica Mylo          |
| Thor von Flegel       | Arisa Shida          | Lino Dohse         |
| Julius von Littenheim | Keisuke Kōmoto       | Julian Henneberg   |
| Dominic Gastor        | Tsuyoshi Koyama      | Burkhard Schmeer   |
| Alice Corner          | Miyu Kubota          | Daniela Reidies    |
| Lynn Hughes           | Megumi Yamaguchi     | Selina Böttcher    |
| Yuri Carlton          | Juri Nagatsuma       | Jannika Jira       |
| Tony Freyd            | Chiaki Kobayashi     | Daniel Kirchberger |
| Oliver Schtromv       | Toshiyuki Morikawa   | Daniel Schütter    |
| Mark Bean             | Shōta Hayama         | Daniel Axt         |
| Olivia Stone          | Saya Satō            | Sina Zadra         |